# Сталинградская битва (фильм)
«Сталингра́дская би́тва» — двухсерийный художественный фильм Владимира Петрова. Киноэпопея, повествующая о решающем сражении Великой Отечественной войны.
Премьера 1 серии состоялась 9 мая 1949 года, 2 серии — 18 декабря 1949 года. В 1960 году фильм был подвергнут редакции: из 1 серии были вырезаны несколько сцен с участием Л. П. Берии.

## Сюжет
Лето 1942 года. Немецкие войска рвутся к Волге, но Сталин даёт указания генералу Василевскому приложить все усилия к тому, чтобы отстоять Сталинград. Сюда отправляется представитель Ставки Маленков, который призывает трудящихся встать на защиту родного города. Ополчение задерживает наступление немцев до подхода свежих сил. На помощь осаждённому городу через Волгу переправляются силы генерала Родимцева. Сержант Павлов совершает свой знаменитый подвиг. По указанию Сталина с севера по наступающим немцам бьют силы соседнего фронта, отвлекая противника от натиска на Сталинград. И наконец принимается решение о направлении сюда генерала Рокоссовского для организации контрнаступления, срок которого назначает Сталин.
Тем временем в Вашингтоне президент Франклин Рузвельт высказывает своё сочувствие «этим борющимся русским» и отправляет на переговоры своего спецпредставителя Гарримана. Однако Уинстон Черчилль продолжает саботировать открытие «Второго фронта». А тем временем недовольный медлительностью Паулюса Гитлер приказывает бросать на Сталинград всё новые и новые силы, в том числе союзников-румын.
Верховный главнокомандующий предлагает провести операцию по захвату в кольцо группировки немецких войск в районе Сталинграда. В ноябре 1942 года операция успешно завершается и армия Паулюса оказывается в котле. Беснующийся Гитлер из своей ставки отдаёт приказы окружённым войскам продолжать бессмысленное сопротивление. Генералы Рокоссовский и Воронов разрабатывают план окончания операции, связанный с полным уничтожением войск Паулюса. Немцы отказываются сдаться и терпят полный разгром. В концовке солдаты 64-й армии Шумилова берут в плен фельдмаршала Паулюса.

## В ролях
| Актёр                                      | Роль                                        |
| ------------------------------------------ | ------------------------------------------- |
| Алексей Дикий                              | Сталин                                      |
| Максим Штраух                              | Молотов                                     |
| Виктор Хохряков                            | Маленков                                    |
| Михаил Кварелашвили                        | Берия                                       |
| Николай Дорохин                            | Хрущёв                                      |
| Владимир Соловьёв                          | Калинин                                     |
| Юрий Толубеев                              | Жданов                                      |
| Николай Рыжов                              | Каганович                                   |
| Гарри Мушегян                              | Микоян                                      |
| Михаил Державин-старший                    | Ворошилов                                   |
| Гавриил Белов                              | деятель Партии и Советского государства     |
| Юрий Шумский                               | генерал Василевский                         |
| Василий Меркурьев (озвучивает М. Названов) | генерал Воронов                             |
| Борис Ливанов                              | генерал Рокоссовский                        |
| Николай Колесников                         | генерал Ерёменко                            |
| Николай Симонов                            | генерал Чуйков                              |
| Василий Орлов                              | генерал Крылов                              |
| Сергей Бржеский                            | генерал Родимцев                            |
| Николай Плотников                          | комиссар Гуров                              |
| Борис Смирнов                              | лейтенант Калеганов                         |
| Леонид Князев                              | сержант Павлов                              |
| Владимир Головин                           | генерал Ватутин                             |
| Алексей Краснопольский                     | генерал Труфанов                            |
| Михаил Названов                            | полковник Людников                          |
| Николай Крючков                            | лейтенант Иванов                            |
| Александр Антонов                          | полковник Попов                             |
| Николай Черкасов                           | президент США Франклин Рузвельт             |
| Н. Раевский                                | помощник Рузвельта Керр                     |
| Виктор Станицын                            | Уинстон Черчилль / генерал Толбухин         |
| Константин Михайлов                        | Уильям Гарриман                             |
| Павел Массальский                          | американский журналист                      |
| Михаил Астангов                            | Гитлер                                      |
| Михаил Гаркави                             | Герман Геринг                               |
| Николай Комиссаров                         | фельдмаршал Кейтель                         |
| Борис Свобода                              | генерал Йодль                               |
| Николай Рыбников (старший)                 | генерал Вейхс                               |
| Владимир Всеволодов                        | генерал Шмидт                               |
| Владимир Гайдаров                          | генерал-фельдмаршал Фридрих Паулюс          |
| Евгений Калужский                          | адъютант Паулюса полковник Адам (1-я серия) |
| Николай Николаевский                       | адъютант Паулюса полковник Адам (2-я серия) |
| Владимир Чернявский                        | генерал Курт Цейцлер                        |
| Ростислав Плятт                            | генерал Герман Гот                          |
| Пётр Аржанов                               | румынский генерал Станеску                  |
| Сергей Блинников                           | Поскрёбышев (нет в титрах)                  |
| Софья Пилявская                            | женщина с ребёнком (нет в титрах)           |
| Николай Хрящиков                           | эпизод (нет в титрах)                       |
| Михаил Воробьёв                            | эпизод                                      |
| Юрий Левитан                               | закадровый текст                            |

## Съёмочная группа
Режиссёр: Владимир Петров
- Автор сценария: Николай Вирта
- Операторы: Юрий Екельчик, Константин Петриченко, Григорий Айзенберг
- Композитор: Арам Хачатурян
- Художник: Леонид Мамаладзе
- Звукооператор : Валерий Попов

Съёмочную группу консультировал фельдмаршал Паулюс, командовавший немецкими войсками в ходе этой битвы .